# Сент-Круа-дю-Вердон
Сент-Круа́-дю-Вердо́н (фр. Sainte-Croix-du-Verdon, окс. Santa Crotz de Verdon) — коммуна во Франции, находится в регионе Прованс — Альпы — Лазурный Берег. Департамент коммуны — Альпы Верхнего Прованса. Входит в состав кантона Рье. Округ коммуны — Динь-ле-Бен.
Код INSEE коммуны — 04176.

## Население

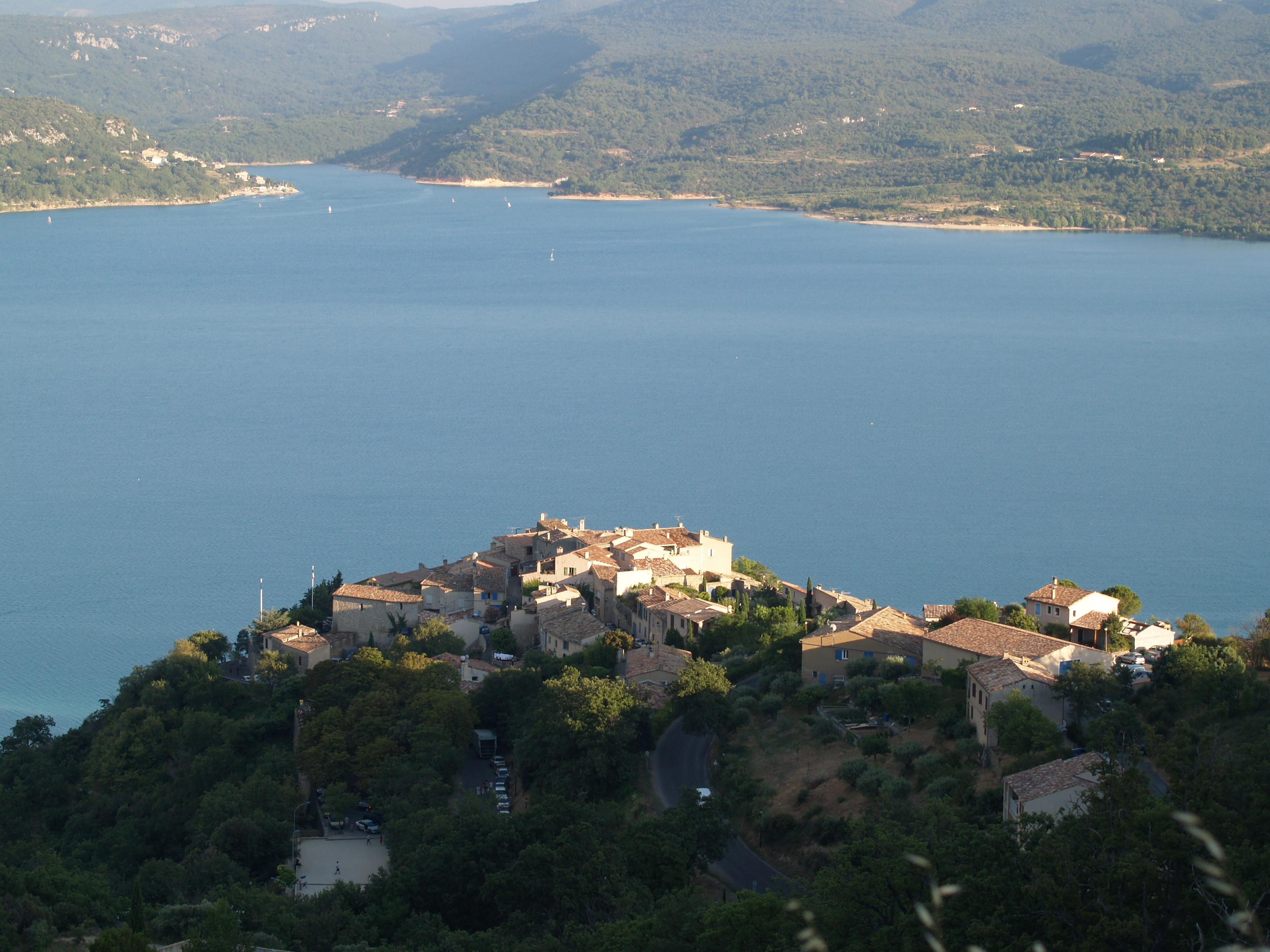
Сент-Круа-дю-Вердон

Население коммуны на 2008 год составляло 132 человека.
| 1962 | 1968 | 1975 | 1982 | 1990 | 1999 | 2008 |
| ---- | ---- | ---- | ---- | ---- | ---- | ---- |
| 106  | 107  | 61   | 77   | 87   | 102  | 132  |

## Экономика
В 2007 году среди 87 человек в трудоспособном возрасте (15—64 лет) 67 были экономически активными, 20 — неактивными (показатель активности — 77,0 %, в 1999 году было 67,6 %). Из 67 активных работали 62 человека (34 мужчины и 28 женщин), безработными были 5 женщин. Среди 20 неактивных 1 человек был учеником или студентом, 9 — пенсионерами, 10 были неактивными по другим причинам.

## Достопримечательности
- Озеро Сент-Круа[фр.] и плотина Сент-Круа[фр.]
- Замок, принадлежащий к епископам Рье
- Приходская церковь Сент-Круа (XVI век)